# Encuéntrame
Encuéntrame (título original: Find Me) es una novela de 2019 del escritor André Aciman que sigue la vida de Samuel "Sami" Perlman, su hijo Elio Perlman y Oliver, personajes establecidos en la novela de Aciman de 2007 Llámame por tu nombre.

## Resumen
La novela se divide en tres secciones: Tempo, Cadenza y Capriccio. Cada una de las secciones se enfoca en el punto de vista de un personaje diferente, y esto no se establece explícitamente. Las secciones varían en longitud, con Tempo siendo la más larga (ocupa casi la mitad del libro) y Capriccio la más corta.
Tempo: diez años después de los eventos de Call Me By Your Name, Sami Perlman conoce a una mujer más joven llamada Miranda mientras viaja en tren a Roma. Los dos se acercan rápidamente y entablan una relación romántica. Mientras están en Roma, la pareja visita al padre enfermo de Miranda, asiste a una conferencia pública organizada por Sami y se encuentra con Elio.
Cadenza: Cinco años después, Elio trabaja como profesor de piano en París. En un concierto conoce a un hombre mayor llamado Michel, y comienzan una relación romántica. Visitan la casa de la infancia de Michel en el campo francés y terminan su relación amigablemente varias semanas después.
Capriccio: Varios años después, Oliver trabaja como profesor en una universidad de New Hampshire. Está casado y tiene hijos, pero alberga nostalgia por el tiempo que pasó con Elio como estudiante universitario. Se reúne con Elio en Italia, y se reconectan románticamente. Aunque Sami murió, tuvo un hijo con Miranda, a quien llamaron Oliver.

## Antecedentes
El 6 de diciembre de 2017, cuando se le preguntó acerca de una secuela propuesta para la adaptación cinematográfica de Call Me by Your Name, Aciman respondió que «el problema con una secuela es que necesita una trama». El 3 de diciembre de 2018, Aciman anunció en su cuenta de Twitter que estaba escribiendo una secuela de Call Me by Your Name. El título y la fecha de lanzamiento de la novela se confirmaron oficialmente el 20 de marzo de 2019.
En una entrevista, Aciman declaró que: «El mundo de Call Me by Your Name nunca me abandonó. Aunque creé los personajes y fui el autor de sus vidas, lo que nunca esperé fue que terminaran enseñándome cosas sobre la intimidad y sobre el amor que no creía conocer hasta que los puse en papel. La película me hizo darme cuenta de que quería volver con ellos y verlos a lo largo de los años, por eso escribí Find Me».

## Lanzamiento
La novela fue publicada por Farrar, Straus y Giroux el 29 de octubre de 2019. El audiolibro es leído por el actor Michael Stuhlbarg, quien interpretó a Sami en la adaptación cinematográfica de Call Me by Your Name.
Antes de su lanzamiento, el 11 de octubre de 2019, Vanity Fair publicó un extracto exclusivo de la novela, junto con dos ilustraciones de Jenny Kroik.

## Recepción crítica
Find Me recibió críticas mixtas de críticos literarios, y el agregador de reseñas Book Marks informó de cinco críticas negativas y seis mixtas en un total de 26.